# 西绒线胡同
39°54′10″N 116°22′31″E / 39.90284°N 116.37533°E
西绒线胡同是位于中国北京市西城区东部的一条胡同，现已拓宽成为交通干道。

## 简介
西绒线胡同东起北新华街，西到宣武门内大街。明朝及清朝时，称“绒线胡同”。但当时的绒线胡同东起旧司法部街，西到宣武门内大街。民国二年（1913年）开辟和平门及北新华街，将绒线胡同分为东段及西段。1965年，以北新华街为界，绒线胡同东段称“东绒线胡同”，西段称“西绒线胡同”。
西绒线胡同路北，清朝设有霱公府，现为西城区文物保护单位。霱公府是溥霱的府第，为諴恪亲王允祕的六世孙，光绪二十八年（1902年）袭爵，封镇国公。溥霱是贝子綿勳的曾孙，霱公府是贝子绵勋于同治八年（1869年）自安定门内宽街迁出之后的新府。中华民国时期，售与银行家周作民为寓所。1950年，政务院人民监察委员会曾在此办公。 1959年，在此开办四川饭店至今。